# Lípa a jasan v Přibyslavi na hřbitově

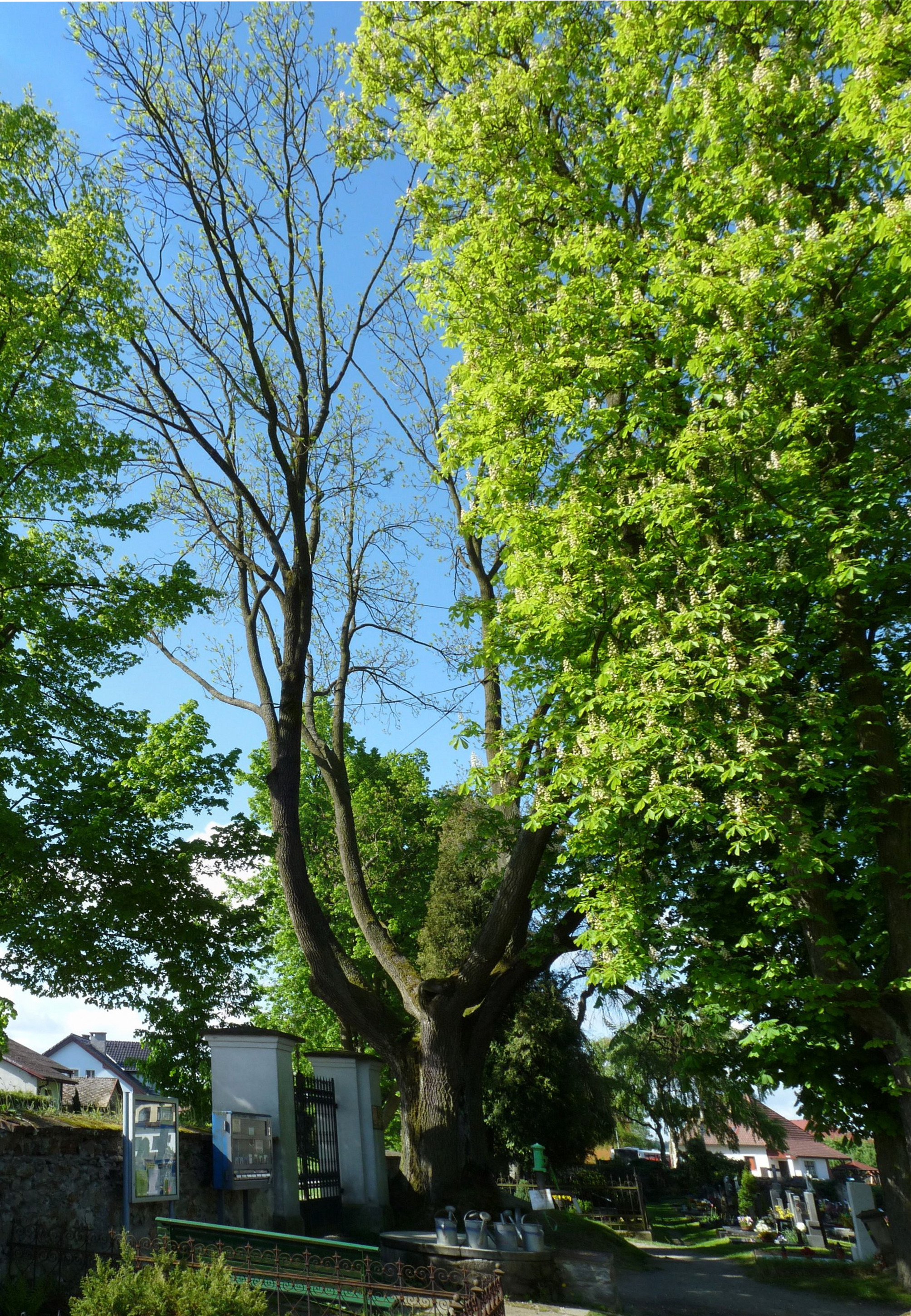
Památný jasan v Přibyslavi na hřbitově

Skupina památných stromů Lípa a Jasan v Přibyslavi nebo Lípa a jasan v Přibyslavi na hřbitově se nachází v Přibyslavi v okrese Havlíčkův Brod na katastrálním území Přibyslav, na parcele číslo 408/3, na místním hřbitově. Jde o dva stromy, lípu srdčitou (tilia cordata) a jasan ztepilý (fraxinus excelsior). Památnými stromy byly vyhlášeny 14. dubna 2003, do úředního seznamu byly zapsány 4. května 2003. Ochranné pásmo pro stromy je vymezeno kruhem o poloměru 11 metrů.
Jasan se nachází u hlavní brány hřbitova, lípa je uvnitř hřbitova, od jasanu je vzdálená kolem 50 metrů.
Lípa je v současnosti (2014 resp. 2003) vysoká 25 metrů, obvod kmene je 450 cm, šířka její koruny je 20 m, výška koruny 20–22 m. Lípa je víc než 250 let stará.
Jasan je nyní (2014 resp. 2003) 20 metrů vysoký, obvod jeho kmene je 395 cm. Má 22 m širokou korunu, která je 17–19  m vysoká. Rovněž jasan je starší než 250 let.